# ماری دنیزارد
ماری یوجینی گیبریل دنیزارد (فرانسوی: Marie Eugénie Gabriel Denizard‎؛ ۳ آوریل ۱۸۷۲ – ۲۱ مهٔ ۱۹۵۹) فعال فمینیست فرانسوی بود. او در ۱۷ ژانویهٔ ۱۹۱۳ به نخستین زنی تبدیل شد که در انتخابات ریاست‌جمهوری فرانسه نامزد شد.

## اوایل زندگی
ماری دنیزارد در ۳ آوریل ۱۸۷۲ در پونترو زاده شد. مادر او، ماری سوفی-ژولی لسورد، یک خیاط، و پدرش چارلز-جوزف دنیزارد، دندانپزشک بود. خانوادهٔ دنیزارد در اصل اهل منطقهٔ ورماندو، در نزدیکی سن-کانتن (ان) بودند. برادرش اورنس دنیزارد هنرمند و طنزپرداز سیاسی بود.
ماری دنیزارد برای تحصیل به دبیرستان دخترانهٔ آمین رفت که همان دبیرستان مدلین-میشلیس است. او در اوایل دههٔ ۱۹۱۰، پس از مدتی زندگی در پونترو، به همراه مادرش که به‌عنوان شلواردوز کار می‌کرد و دو خواهر کوچک‌ترش، هلن (زادهٔ ۱۸۸۵) و مادلین (زادهٔ ۱۸۸۷) به خیابان ۶ سنت مارتین در آمین نقل مکان کردند.

## فمینیسم
دنیزارد در سال‌های پایانی سدهٔ نوزدهم درگیر آرمان‌های فمینیستی شد، و گمان می‌رود که پیش از سال ۱۹۱۰ در نشریهٔ فمینیستی لا فوند متعلق به مارگوریت دوراند مشارکت داشته بوده باشد. او همچنین در تهیهٔ گزارش پل دوساوسوی، نمایندهٔ پارلمان در حمایت از حق رای زنان، در کنار دیگر فعالان برجستهٔ حقوق زنان اهل فرانسه در زمینهٔ حق رای مشارکت داشت. کد ناپلئون که در سال ۱۸۰۴ وضع شد، ناتوانی حقوقی و سیاسی زنان را اعلام کرد و به‌عنوان مانعی برای جلوگیری از تلاش‌ها در جهت بهبود حقوق سیاسی زنان در نظر گرفته شد و مورد استفاده قرار گرفت.
دنیزارد همچنین در یک لیگ اعتدال‌گرا در آمین به نام ستاره آبی عضویت داشت.
دنیزارد نامزدی خود را برای ورود به مجلس نمایندگان (پارلمان) فرانسه در انتخابات مجلس قانونگذاری فرانسه در سال ۱۹۱۰ اعلام کرد و در حوزهٔ انتخابیه آمین شرکت کرد. او خواستار حقوق مدنی برای زنان شد و علیه آسیب‌هایی که اعتیاد به الکل در میان طبقات کارگر ایجاد می‌کرد و علیه رها کردن کودکان به مبارزه پرداخت. با این حال، او به‌عنوان یک زن، واجد شرایط نامزدی در انتخابات نبود و برگه‌های رأی با نام او در میان آرای مأخوذه شمارش نشد. فرانسه در سال ۱۹۴۴ به زنان حق رأی دادن و شرکت در انتخابات را اعطا کرد و نخستین فرصت آن‌ها برای استفاده از این حق در ۲۹ آوریل ۱۹۴۵ محقق شد.
در همان سال (۱۹۱۰)، دنیزارد پیش‌نویسی را به نفع حق رأی و نامزدی زنان تهیه کرد که لوئیس لوسین کلوتز، نمایندهٔ پارلمان و مشاور عمومی حزب رادیکال از کانتون روزیر-آن-سانتر، موافقت کرد که آن را به مجمع ارائه کند؛ پیش‌نویسی که با اکثریت آراء در ۳۰ سپتامبر ۱۹۱۰ تصویب شد. دنیزارد در مقاله‌ای که در اتاق آمین منتشر شد، نظر خود در مورد متن این پیش‌نویس را اعلام کرد و از متن آن دفاع کرد.
اندکی پس از آن، او زنان و قانون سالیک را منتشر کرد که نخستین مورد از مجوعه‌ای از مطالعات اختصاص‌یافته به زنان پیکاردی بود که به بررسی حقوق زنان پیش از سال ۱۷۸۹ می‌پرداخت.
در مارس ۱۹۱۱، دنیزارد نامه‌ای به بخشدار سام فرستاد و خواستار معافیت «کلیه مالیات‌ها و مشارکت‌های شخصی» شد و اشاره کرد که از آنجایی که زنان از همهٔ حقوق سیاسی محروم هستند، «نباید مجبور به تحمل قوانین و مالیات‌هایی شوند که به آن‌ها رضایت نداده‌اند». استدلال او در این نامه این بود که زنان فرانسوی نباید «به صورت مستقیم یا غیرمستقیم از لحاظ شخصی مشمول مالیات شوند، زیرا یک وظیفه همواره باید احقاق حقوقی را به‌عنوان نتیجهٔ فوری خود به‌همراه داشته باشد».
در آوریل ۱۹۱۲، او مقاله‌ای را بر اساس تحقیقات شخصی خود نوشت که در آن فرضیهٔ ریشه‌های پیکاردی ژان-باپتیست لولی را مطرح کرد. ماهیت خیالی این نظریه توسط ژولین تیرسو در لو منسترل نشان داده شد.

## نامزدی برای ریاست‌جمهوری
روزنامه‌نگار فرناند هاوزر در ۲۶ دسامبر ۱۹۱۲ در لو ژورنال نوشت: «فمینیست‌ها گاهی ادعا کرده‌اند که کنگره می‌تواند یک زن را انتخاب کند؛ این یک اشتباه است. متن قانون اساسی به صراحت می‌گوید: «رئیس‌جمهوری» به شکل مردانه؛ بنابراین، هیچ شکی وجود. با این حال، مجلس که خود شورایی است، این حق را دارد که خواسته‌های سیاستمداران زن را برآورده کند؛ اما بگذارید به یکی از آنان اجازه دهیم در انتخابات شرکت کند و ببینیم چه می‌شود…».
ماری دنیزارد تصمیم گرفت این چالش را انجام دهد و آن را به هاوزر اعلام کرد، هاوزر با او مصاحبه کرد و در ۴ ژانویهٔ ۱۹۱۳ عکس او را در صفحهٔ اول لو ژورنال منتشر کرد. دنیزارد با ذکر نمونه‌های تاریخی از نایب‌السلطنه‌های پادشاهی فرانسه، در کنار امپراتور کاترین کبیر روسیه و ملکه ویکتوریای بریتانیا، و همچنین نمونه‌های معاصر ملکه ویلهلمینای هلند، و دوشس بزرگ ماری آدلاید لوکزامبورگ، به این موضوع اشاره کرد که پیش از این نیز زنانی وجود داشته‌اند که ریاست حکومت‌ها را بر عهده داشته‌اند. او به هاوزر گفت:
نامزدی من چنان‌که ممکن است تصور شود، بوالهوس نیست. به این معناست که زنان این حق را دارند که سهم خود از حکومت را بگیرند، زیرا سهم خود از مالیات را پرداخت می‌کنند: چرا بیوه‌ها، زنان بی‌شوهر و زنان مطلقه نباید رأی دهند؟ چرا نباید شایستگی داشته باشند؟ چرا زنان متأهل نباید این حق را داشته باشند که با اجازهٔ همسر خود، هنگام شکست خوردن، بیماری یا غیبت، جایگزینی برای حقوق مدنی او باشند؟
نامزدی شهادتین دنیزارد توسط روزنامه‌نگاران مرد جدی گرفته نشد. کمترین همدلی در میان آن‌ها، از سوی ژان ارنست چارلز، نویسندهٔ سرمقاله بود، که «نامزدی کودکانه و خودنمایی» و «شیطانی‌های سازشکارانه» دنیزارد را شبیه به حق رأی‌های بریتانیایی می‌دانست، که کمپین‌های آن‌ها برای حقوق زنان را «غراق‌های بیمارگونه» مرتبط با «هیجان‌زدگی» ناشی از «تجرد طولانی‌مدت» می‌دانست. در میان فمینیست‌ها نیز مخالفت‌هایی ابراز شد: مارگوریت دوراند نامزدی دنیزارد را چیزی جز یک «شوخی ناگوار» مضر برای اعتبار جنبش فمینیستی نمی‌دانست. اگرچه او توجه زیادی به دنیزارد نکرد، اما مجله لا فرانسیاس متعلق به جین میسم همدلی بیشتری با این «نمایش سادهٔ اصول»، که «به هدف تبلیغاتی خود دست یافت» داشت و تأکید کرد که نامزد «یک فمینیست غیور و جدی» بوده است.
دنیزارد حتی برگه‌های رأی را به نام خود چاپ کرده بود و پیش‌نویسی از اعتقادات را تهیه کرده بود که آن را برای نمایندگان مجلس نیز فرستاد. نیویورک تایمز نامزدی او را پوشش داد. در همان ماه، او مقاله‌ای برای نشریهٔ مبارزه فمینیستی متعلق بهآریا لی نوشت.

## پس از ۱۹۱۳
در سال ۱۹۱۴، ماری دنیزارد در هفته‌نامهٔ گریه زنان که او سردبیری بخش ویژهٔ سم آن را بر عهده داشت، مشارکت کرد. با این حال، خیلی زود با حامی روزنامه، قاضی جورج بونژان، که از پرداخت هزینه به او خودداری کرد، دچار اختلاف شد.
وضعیت مالی دنیزارد متزلزل شد و او دیگر نمی‌توانست اجارهٔ آپارتمانی را که خودش و مادرش در خیابان لاوالارد در آمین در آن زندگی می‌کردند، بپردازد. او در ۶ مه ۱۹۱۴، پس از اظهارات تهدیدآمیز در خطاب به مأمور اجرائیه که توسط صاحبخانه‌اش فرستاده شده بود، دستگیر شد. او که به مدت دو هفته در زندان بود، به رفتار توهین‌آمیز و تهدید به مرگ متهم شد. آلیس برت، روزنامه‌نگار در لا فرانسیاس خواستار همبستگی با این نامزد سابق ریاست‌جمهوری شد. جنبش دفاع از زنان یک وکیل پاریسی به نام لنوبل را برای او استخدام کرد. در نهایت، دادگاه با ملایمت با او برخورد کرد و او را به جرم تحقیر فقط به ۲۵ فرانک جریمهٔ تعلیقی محکوم کرد.
بعداً در سال ۱۹۱۴، او به دلیل وقوع جنگ جهانی اول محل سکونت خود را ترک کرد و به بوردو رفت. او در این دوره اظهارات صلح‌طلبانه‌ای را مطرح کرد که مورد تأیید نخبگان سیاسی نبود. دنیزارد سپس به دلیل نارضایتی‌ای که از طردش از زندگی سیاسی ابراز کرد، تحت نظارت اداره امنیت عمومی قرار گرفت. این نظارت پس از جنگ و بازگشت او به پاریس نیز ادامه یافت.
پس از آن، دنیزارد خیلی کمتر در خبرها ظاهر می‌شد. در نوامبر ۱۹۲۲، او طوماری را به سنا ارسال کرد که در آن مدعی شد قربانی سوءاستفاده از قدرت شده است.

## مرگ و میراث
در سال ۱۹۲۶، به درخواست کمیسر پلیس منطقه اودئون، دنیزارد به دلیل توهمات آزار و اذیت و نیز به‌دلیل تقاضا در بیمارستان بستری شد، روان‌پزشک او به این نتیجه رسید که او به یک روان‌پریشی پیچیده دچار است. در سال ۱۹۲۸، او با تشخیص پارانویا و «توهمات خواسته‌های سیاسی-اجتماعی» به یک تیمارستان در لیم منتقل شد. ماری دنیزارد در ۲۱ مهٔ ۱۹۵۹ در همان تیمارستان واقع در لیمه (لات)، پس از ۳۲ سال زندگی در آنجا، درگذشت.
زندگی دنیزارد توسط مورخ پرسیلیا داسیلوا در سال ۲۰۲۴ دوباره مورد بررسی قرار گرفت. در ۲۰ مهٔ ۲۰۲۴، به‌عنوان بخشی از رویداد روزهای میراث، از یک لوح یادبود ماری دنیزارد در تالار شهر پونترو رونمایی شد.